# نورثروب غاما
نورثروب غاما  (بالإنجليزية: Northrop Gamma)‏ هي طائرة نقل بريد، أحادية السطح وبمحرك واحد. عدلت في وقت لاحق لتكون قاذفة قنابل خفيفة. تم صناعتها بالكامل من المعادن. أنتجت في الولايات المتحدة. من صناعة نورثروب. كان أول طيران لها في 1932 . صنع منها 60 طائرة.